# 等阻尼
等阻尼（Iso-damping）是種理想的系統特性，是指系統的開環相位波德圖在稱為切線頻率{\displaystyle {\omega }_{c}}的位置，其相位對應頻率的微分為零。其開迴路的奈奎斯特圖和靈敏度圓在切線頻率處相切，在該頻率的相位波德圖是平的，這表示系統對於增益變化有較好的強健性。針對存在等阻尼特性的系統而言，其閉迴路階躍響應的過沖量幾乎不會隨控制器的增益而變化。
等阻尼可以表示為
{\displaystyle {\frac {d\angle G(s)}{ds}}{|}_{s=j\omega _{c}}=0}
其中{\displaystyle \omega _{c}}為切線頻率，而{\displaystyle G(s)}為開迴路系統傳遞函數。

## 波德理想遞移函數
亨德里克·韋德·波德在20世紀中在迴授問題中首次提到了分數階控制器的概念，現今稱為波德理想傳遞函數。波德提出了理想開迴路頻率響應的奈奎斯特圖為複數平面上的一直線，這理論上表示無限大的增益裕度。理想的開迴路傳遞函數為：
{\displaystyle L(s)=\left({\frac {s}{\omega _{gc}}}\right)^{\alpha }}
其中{\displaystyle {\omega }_{gc}}是理想的增益交越頻率，{\displaystyle \alpha <0}是理想截斷特性的斜率。
若{\displaystyle -2<\alpha <-1}，{\displaystyle L(s)}的波德圖很簡單。其振幅曲線是斜率{\displaystyle 20\alpha } dB/dec的直線，而相位曲線為{\displaystyle {\frac {\alpha \pi }{2}}} rad的水平線。奈奎斯特圖包括一通過原點，{\displaystyle \arg(L(j\omega ))={\frac {\alpha \pi }{2}}} rad的直線，。
上述結構的主要好處是等阻尼，也就是其過沖量和負載或是系統增益無關。描述波德控制迴路時使用的分數是分数微积分在过程控制中最有希望的應用之一。波德理想控制迴路的頻率響應是分數式的積分器，在增益交越頻率附近有等阻尼特性。這是因為相位裕度和最大過沖量都只由一個參數控制（分數幂次{\displaystyle s}），和開迴路增益無關。
波德理想傳遞函數可能是第一個明確提到強健性的設計方法。